# Шира Гаас
Шира Гаас (івр. שירה האס; нар. 11 травня 1995, Тель-Авів, Ізраїль) — ізраїльська акторка. Здобула популярність у місцевому кіно та на телебаченні, а міжнародного визнання досягла завдяки ролі у мінісеріалі Netflix «Неортодоксальна» (2020), за яку її номінували на «Золотий глобус» й «Еммі».
Серед її ролей участь в ізраїльській драмі «Ася» (2020), науково-фантастичному серіалі Netflix «Тіла» (2023), а також зіграла Рут Бат-Серафім у фільмі «Капітан Америка: Чудовий новий світ» кіновсесвіту Marvel (2025).

## Ранні роки
Народилася в Тель-Авіві, Ізраїль, у родині польських євреїв. Двоє її бабусь і дідусів пережили Голокост; її дід був ув'язнений у концентраційному таборі Аушвіц в окупованій Польщі у роки Другої світової війни, а бабуся іммігрувала до Ізраїлю з Угорщини. На івриті її ім'я буквально означає «поезія», «спів» або «її пісня». Коли їй виповнився рік, сім'я переїхала до Год-га-Шарона, де вона і росла разом зі старшими сестрою та братом.
У два роки їй діагностували рак нирки. Після серії важких процедур протягом двох років вона одужала. 2 серпня 2022 року її мама Аріела «Лія» Хаас померла від раку у хоспісі у 61 рік.
Навчалася у Школі мистецтв Тельми Єллін у Гіватаїмі за спеціальністю театр, а потім недовго працювала у волонтерській службі в Армії оборони Ізраїлю, попри звільнення від обов'язкового призову за медичними показаннями.

## Кар'єра

### 2010—2019: початок кар'єри та прорив
У 14 років приєдналася до театру «Камері» і виконувала ролі у «Гетто» (2010) і «Річарді III». 2013 року дебютувала на телебаченні як представниця хареді Рухамі Вайс в ізраїльському драматичному серіалі «Штисель». 2014 року до неї звернулася ізраїльська кастинг-директорка Естер Клінг через повідомлення Facebook і запропонувала пройти прослуховування на головну роль в ізраїльському фільмі «Принцеса» (2014). «Нью-Йорк таймс» похвалила Гаас за її «дійсно чудову головну роль», а «Голлівуд-репортер» захоплювався тим, що роль 12-річної героїні відповідала її «мініатюрній фігурі та гладенькій, як у дитини, шкірі». Ця роль принесла їй нагороди за найкращу жіночу роль на Єрусалимському кінофестивалі і кінофестивалі «Мир і любов», а також номінацію на найкращу головну жіночу роль ізраїльської премії «Офір».
Вперше з'явилася в міжнародному фільмі, коли зіграла роль юної Фані в режисерському дебюті землячки Наталі Портман «Історія кохання та темряви» (2015). 2017 року з'явилася разом з Джесікою Честейн у фільмі Нікі Каро «Дружина доглядача зоопарку», що 2016 року сприяло її появі в американському ток-шоу на «The Today Show». Гаас пройшла прослуховування на роль через Skype. Здобула другу номінацію на премію «Офір» за найкращу жіночу роль другого плану за роль у фільмі «Фокстрот» (2017), який увійшов до остаточного списку 90-ї премії «Оскар» за найкращий фільм іноземною мовою.
Отримала номінацію на премію «Офір» 2018 року за найкращу головну жіночу роль у фільмі «Розбиті дзеркала» (2018) і стала лавреаткою за найкращу жіночу роль другого плану у фільмі «Шляхетний дикун» (2018). 2018 року з'явилася в ролі Лії у фільмі «Марія Магдалина» режисера Гарта Девіса за сценарієм Гелен Едмундсон. У лютому 2019 року потрапила до списку «30 Under 30» ізраїльського «Форбс». 2019 року з'явилася разом з Гарві Кейтелем у другому біблійному фільмі у своїй акторській кар'єрі «Есав».

### З 2020 року: міжнародний прорив
Прибула до Берліна за два місяці до початку фільмування німецького обмеженого серіалу Netflix «Неортодоксальна» й опановувала їдиш, якою в основному розмовлятимуть у серіалі. Крім уроків їдиш, поголила волосся, а також брала уроки фортепіано та співу заради ролі Естер «Есті» Шапіро, яка втекла від шлюбу за домовленістю та ультраортодоксальної громади у Вільямсбурзі, Бруклін, Нью-Йорк. Сюжет оснований на реальній історії життя Дебори Фельдман, авторки однойменної автобіографії.
Джеймс Понєвозік з «Нью-Йорк таймс» описав Гаас як «явище виразне та захопливе». Брігід Делейні з «Ґардіан» згадав її як «заворожливу» та «видатну», зазначивши, що «фізично крихітна, як дитина, і глядач негайно захищає її». Шина Скотт з «Форбс» написала: «неймовірно грає Есті, сповнену витонченості, делікатно розкриваючи внутрішню боротьбу та щастя свого персонажа, без жодного слова». Генк Стювер з «Вашингтон пост» писав, що вона «надає ролі серйозного, але вразливого блиску». На 72-й церемонії премії «Еммі» номінована за роль Есті як найкраща акторка у мінісеріалі серіалі, ставши першою ізраїльтянинкою, номінованою на премію «Еммі» за акторську роль.
Разом з Альоною Ів знялася в ізраїльському фільмі «Ася» (2020), онлайн-прем'єра якого відбулася на кінофестивалі «Трайбека» 2020 року через пандемію COVID-19. Роль принесла Гаас нагороду за найкращу міжнародну жіночу роль. Журі фестивалю висловилось: «Її обличчя — це нескінченний пейзаж, на якому навіть найменший вираз розбиває серце; вона неймовірно чесна й сучасна акторка, яка вносить глибину у все, що робить». Роль у фільмі також принесла їй нагороду за найкращу жіночу роль другого плану на 30-й церемонії премії «Офір». Наприкінці квітня 2020 року приєдналася до віртуальної церемонії святкування Дня незалежності Ізраїлю та надіслала побажання разом з єврейськими акторами Беном Платтом і Джошем Маліною. У червні 2020 року підписала контракт з Creative Artists Agency.
2024 року з'явилася у головній ролі в історичній драмі «Етель». Увійшла до списку 2021 року «30 інноваторів і підприємців молодше 30 років у 20 категоріях» від «Форбс» для Північної Америки. Того ж року зіграла Ненсі в новому мюзиклі «Вечір прем'єри» в театрі «Гілгуд» у лондонському Вест-Енді.
У лютому 2025 року зіграла ізраїльську супергероїню Сабру у фільмі-продовженні кіновсесвіту Marvel «Капітан Америка: Чудовий новий світ». Її персонаж, Рут Бат-Сераф, зображена як вбивця Чорної вдови. Поява її персонажа викликало суперечки через ізраїльське вторгнення 2023 року в Сектор Гази.

## Особисте життя
Станом на квітень 2020 року проживала у Тель-Авіві.

## Фільмографія
| Рік       |   | Українська назва                     | Оригінальна назва                | Роль                    |
| --------- | - | ------------------------------------ | -------------------------------- | ----------------------- |
| 2013—2021 | с | Штисель                              | שטיסל                            | Рухамі                  |
| 2014      | ф | Принцеса                             | פרינסס                           | Адар / Дочка            |
| 2015      | ф | Повість про любов і темряву          | A Tale of Love and Darkness      | юна Фаня Муссман / Кіра |
| 2015—2016 | с | Ювелір                               | הצורף                            | Йосефа у молодості      |
| 2016      | с | Принцип заміщення                    | עקרון ההחלפה                     | Салам                   |
| 2017      | ф | Фокстрот                             | פוקסטרוט                         | Алма                    |
| 2017      | ф | Дружина доглядача зоопарку           | The Zookeeper's Wife             | Уршуля                  |
| 2017      | с | Гарем                                | הרמון                            | Тамар                   |
| 2018      | с | Дирижер                              | המנצח                            | Оді                     |
| 2018      | ф | Марія Магдалина                      | Mary Magdalene                   | Лія                     |
| 2018      | ф | Шляхетний дикун                      | פרא אציל                         | Анна                    |
| 2019      | ф | Розбиті дзеркала                     | מראות שבורות                     | Аріела                  |
| 2019      | ф | Ісав                                 | Esau                             | Лія                     |
| 2020      | ф | Ася                                  | 폰                               | אסיה                    |
| 2020      | с | Неортодоксальна                      | Unorthodox                       | Естер «Есті» Шапіро     |
| 2023      | с | Тіла                                 | Bodies                           | Айріс Мейплвуд          |
| 2024      | с | Нічна терапія                        | טיפול לילי                       | Ясмін                   |
| 2025      | ф | Капітан Америка: Чудесний новий світ | Captain America: Brave New World | Сабра                   |

## Нагороди та номінації

### Офір
| рік  | Категорія                      | Робота           | Результат | Ref.   |
| ---- | ------------------------------ | ---------------- | --------- | ------ |
| 2014 | Найкраща жіноча роль           | Принцеса         | Номінація | [ 65 ] |
| 2017 | Найкраща акторка другого плану | Фокстрот         | Номінація | [ 32 ] |
| 2018 | Найкраща жіноча роль           | Розбиті дзеркала | Номінація | [ 34 ] |
| 2018 | Найкраща акторка другого плану | Шляхетний дикун  | Перемога  | [ 34 ] |
| 2020 | Найкраща акторка другого плану | Ася              | Перемога  | [ 54 ] |

### Інші премії
| Року | Премія                                      | Категорія                                         | Робота          | Результат | Ref.   |
| ---- | ------------------------------------------- | ------------------------------------------------- | --------------- | --------- | ------ |
| 2014 | Єрусалимський кінофестиваль                 | Найкраща жіноча роль                              | Принцеса        | Перемога  | [ 66 ] |
| 2015 | Кінофестиваль «Мир і любов»                 | Найкраща жіноча роль                              | Принцеса        | Перемога  | [ 67 ] |
| 2020 | Фестиваль Трайбека                          | Найкраща міжнародна акторка                       | Ася             | Перемога  | [ 53 ] |
| 2020 | Нагорода німецького телебачення             | Найкраща жіноча роль                              | Неортодоксальна | Номінація | [ 68 ] |
| 2020 | Еммі                                        | Найкраща акторка в мінісеріалі або телефільмі     | Неортодоксальна | Номінація | [ 69 ] |
| 2021 | Вибір критиків                              | Найкраща акторка в мінісеріалі або телефільмі     | Неортодоксальна | Номінація | [ 70 ] |
| 2021 | Золотий глобус                              | Найкраща жіноча роль в мінісеріалі або телефільмі | Неортодоксальна | Номінація | [ 71 ] |
| 2021 | Незалежний дух                              | Найкраща жіноча роль у новому серіалі             | Неортодоксальна | Перемога  | [ 72 ] |
| 2021 | Супутник                                    | Найкраща жіноча роль в мінісеріалі або телефільмі | Неортодоксальна | Номінація | [ 73 ] |
| 2021 | Нагороди ізраїльської телевізійної академії | Найкраща жіноча роль у драматичному серіалі       | Штисель         | Номінація | [ 74 ] |
| 2024 | Золота німфа                                | Спеціальний приз журі                             | Нічна терапія   | Перемога  | [ 75 ] |